# Un año para recordar
Un año para recordar foi uma telenovela argentina produzida pela Telefe e exibida entre 14 de fevereiro e 2 de agosto de 2011. 
Foi protagonizada por Carla Peterson e Gastón Pauls e antagonizada por Gonzalo Valenzuela, Florencia Raggi e Rafael Ferro

## Sinopse
Anna é uma supervisora de caixas de Supermercados Grande. Em uma noite, acidentalmente, no meio de uma discussão mata o marido (filho do dono do supermercado) ao descobrir que ele tem um amante. Desesperada, assombrada pela culpa, ele volta para casa e chama a polícia para se culpar do crime ... e adormece.
Quando ela acorda na manhã seguinte, algo estranho aconteceu. Descobre que o tempo regrediu, exatamente um ano atrás, o dia em que conheceu Dante, seu amante, caminho para o supermercado e Victor, seu marido, ainda não está morto.
Entre o espanto e descrença, sem saber se é uma bênção ou um pesadelo cruel, Ana vai voltar a trilhar o último ano completo da sua vida onde ele vai descobrir que as coisas nem sempre são como parecem a olho nu. Com o conhecimento prévio do que aconteceu que no ano passado, Ana vai perceber que suas ações podem alterar o destino das pessoas que trabalham com ela no Supermercados Grande, mas logo descobrem que, ao modificar uma parte mínima do tecido vida também pode gerar grandes riscos na ordem predefinida. Em breve irá verificar, ainda, que existem questões de destino, como seu amor por Dante, que será impossível evitar, o que você faz. Tudo que você tem Ana é seu diário, que irá utilizá-lo ao longo da história e vai realmente ser um ano para recordar.

## Elenco
- Carla Peterson - Ana María Santos
- Gastón Pauls - Dante Peñalba
- Rafael Ferro - Víctor Grande
- Gonzalo Valenzuela - Mariano Ocampo/Sanz Palacios
- Eleonora Wexler - Micaela Méndez
- Luis Ziembrowski - Jorge Sanz Palacio
- Gastón Ricaud - Nacho
- Roly Serrano - Armando
- María Abadi - Nina
- Juan Manuel Guilera - Guillermo
- Alan Sabbagh - Ariel Cansepolsky
- Laura Cymer - Olga
- Martín Campilongo - Wanda
- Valentina Bassi - Verónica Manzanero
- Evangelina Salazar - Narradora
- Florencia Raggi - Julia
- Osvaldo Santoro - Francisco Grande
- Julieta Ortega - Isabel Rojas/Grande
- Florencia de la V - Leticia Lima
- Juan José Campanella
- Muriel Santa Ana - Albertina Busaniche
- Boy Olmi - Dr. Armus:
- Mónica Galán - Dolores Sanz Palacios
- Gonzalo Urtizberea - Coco
- Maruja Bustamante - Bárbara
- Andrés Ilvento
- Thelma Fardín - Sabrina
- María Fiorentino - Olivia
- Edda Bustamante
- Coraje Ábalos.
- Anahi Martella
- Betty Villar
- Álvaro Armand Ugón
- Pasta Dioguardi
- Mauricio Dayub
- Alfredo Castellani
- Daniel Valenzuela
- Ernesto Claudio - Pierre Blasquier
- Lucas Crespi
- Diego Gentile
- Laura Garcia
- Javier de Nevares
- Antonio Caride
- Marcelo Savignone
- Lidia Catalano - Celia
- Luciana Salazar - Jazmín
- Natalia Botti
- Luciana Hassan
- Sebastián Kirzner
- Hernan Jimenez
- Tomás Fonzi - Iván
- Juan Ignacio Machado
- Pablo Cedrón
- Edda Diaz
- Pablo Rago  - Marco
- Martín Piroyansky - Ulises
- Andrea Frigerio
- Dolores Sarmiento
- Miguel Dedovich
- Mirta Wons
- Alejandro Cupito
- Luis Ziembrowski
- Mariano Argento
- Valeria Lorca
- Lucrecia Blanco
- Tomas de las Heras
- Alejandra Flechner
- Roberto Carnaghi
- Ezequiel Campa
- Cristian Urrizaga como ele mesmo
- Mario Moscoso
- Evangelina Salazar
- Dolores Sarmiento como Violeta